# 배화여자대학교
배화여자대학교(培花女子大學校, Baewha Women's University)는 대한민국 서울특별시 종로구에 있는 사립 전문대학이다.
1977년에 개교한 배화여자실업전문학교가 모태로, 1979년 전문대학 체계로 변모하여 배화여자전문대학으로 개편하였고, 2011년 12월에 현재의 교명으로 변경하였다. 약칭으로 배화여대(培花女大) 등을 사용하고 있다. 1898년에 조세핀 필 캠벨이 설립한 캐롤라이나 학당이 1909년 윤치호에 의해 배화로 교명을 바꾼 것이 학교 설립 법인인 학교법인 배화학원의 명칭의 유래이다. 이는 배화여자대학교에도 그대로 적용되었다.

## 연혁

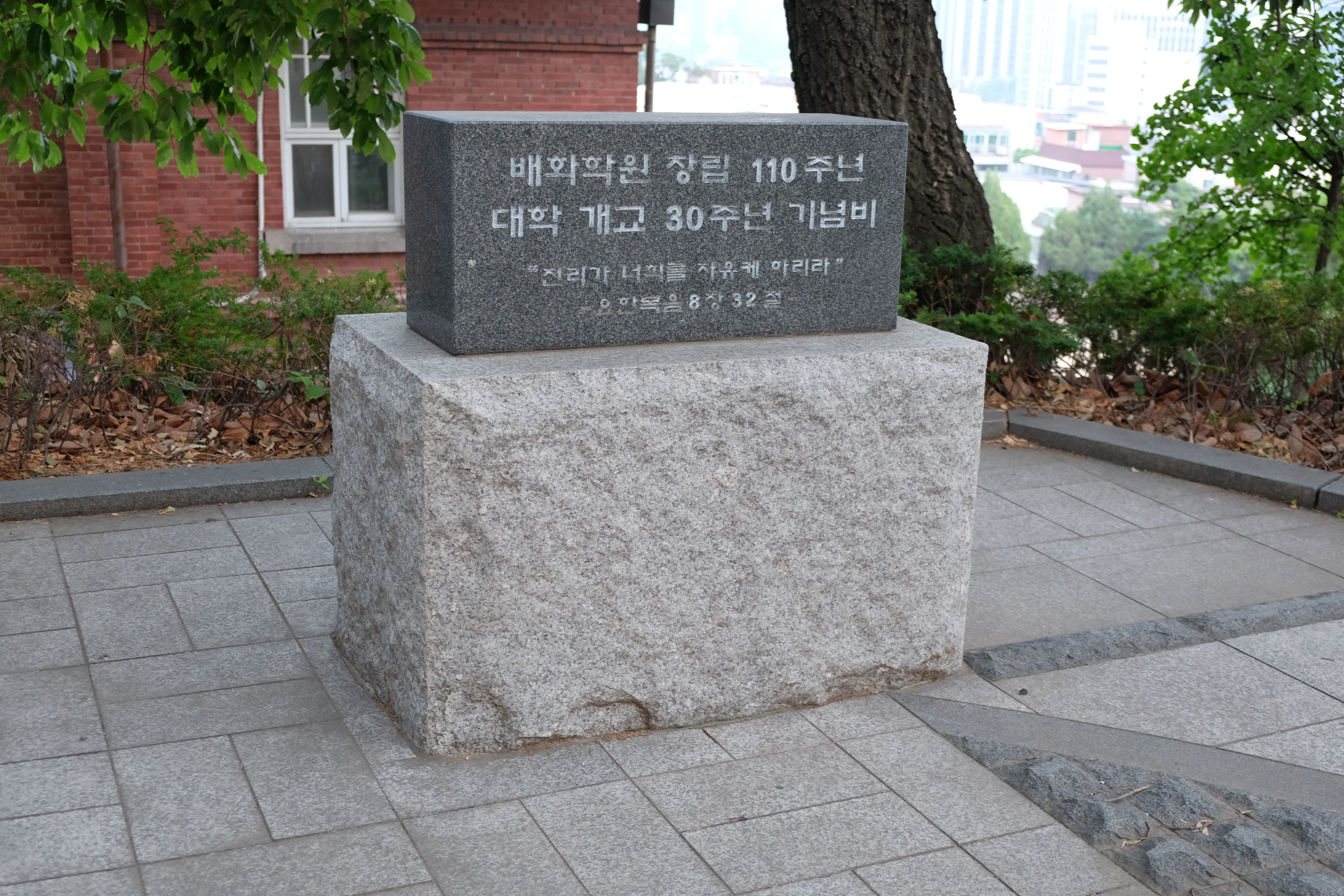
배화학원 설립 110주년, 대학 개교 30주년 기념비

배화여자대학교는 1977년 12월 3일, 학교법인 배화학원에 의하여 설립된 배화실업여자전문학교를 모태로 한다. 1979년 1월 1일, 전문대학으로 개편되며 배화여자전문대학으로 교명을 변경하였다. 2011년 12월에 배화여자대학교로 교명을 변경하여 현재에 이르고 있다.
2018년, 개교 40주년을 맞이하였다. 2025년 기준으로 이후천이 총장직을 역임하고 있다.
한편, 2018년, 교육부 대학기본역량진단 결과 역량강화대학에 선정되어 재정 지원에 제한을 받기도 하였다.

## 교육편제
배화여자대학교는 별도의 학부, 계열 설정 없이 전문학사 학위 과정을 편제하고 있다. 2년 연한 과정의 조리학과 등 12개 학과, 3년 연한 과정의 4개 학과 등 16개 학과를 개설하여 교육하고 있으며, 스마트IT학과 등 7개의 과정에 한하여 학사학위 심화 과정을 제공하고 있다.

## 교육 방침상의 특징

### 국제 교류
배화여자대학교 국제교류협력센터는 학술 교류 협정이 체결된 학교 중 일부 학교를 대상으로 단기 연수 프로그램과 편입 프로그램을 운영하고 있다. 단기 연수의 경우, 미국, 일본, 중화인민공화국 등의 대학에 방학 기간 중 파견하여 문화체험 및 어학연수 프로그램을 운영하고 있다. 이 외에 국제 편입을 지원하여, 배화여자대학교 학부 졸업생에 한하여 전문학사 학위로 일본과 중화인민공화국 소재 각 대학에서 학부 3학년 과정부터 입학하여 전공을 수학할 수 있도록 지원하고 있다.
2024년 7월 현재 배화여자대학교는 세계 12개국, 48개개교와 자매결연을 체결하고 있다.

## 캠퍼스 풍경
배화여자대학교는 서울특별시 소재 사립 전문대학으로, 캠퍼스는 종로구 필운동에 자리를 잡고 있다. 캠퍼스 북동부의 필문대로5길을 통해 접근이 가능하며, 맞닿아 있는 동일법인 학교인 배화여자고등학교를 경유하여 사직로9길을 통해 캠퍼스 남부로 진입할 수 있다.
캠퍼스에는 본관(기념관)과 정심관, 필운관, 복지관, 100주년기념도서관, 목련관, 배화대강당, 체육관, 배화유치원 등의 건물이 위치한다.

## 같이 보기
- 배화여자고등학교
- 배화여자중학교
- 배화초등학교
- 조세핀 캠벨
- 배화학당